# Cove City
Cove City is een plaats (town) in de Amerikaanse staat North Carolina, en valt bestuurlijk gezien onder Craven County.

## Demografie
Bij de volkstelling in 2000 werd het aantal inwoners vastgesteld op 433.
In 2006 is het aantal inwoners door het United States Census Bureau geschat op 408, een daling van 25 (-5,8%).

## Geografie
Volgens het United States Census Bureau beslaat de plaats een oppervlakte van
1,6 km², geheel bestaande uit land. Cove City ligt op ongeveer 14 m boven zeeniveau.

## Plaatsen in de nabije omgeving
De onderstaande figuur toont nabijgelegen plaatsen in een straal van 24 km rond Cove City.